# پیتر کارترایت (بازیکن فوتبال)
پیتر کارترایت (انگلیسی: Peter Cartwright؛ زادهٔ ۲۳ اوت ۱۹۵۷) بازیکن فوتبال اهل بریتانیا است.
از باشگاه‌هایی که در آن بازی کرده‌است می‌توان به باشگاه فوتبال نیوکاسل یونایتد، باشگاه فوتبال بلیث اسپارتانس، باشگاه فوتبال اسکانتورپ یونایتد، و باشگاه فوتبال دارلینگتون اشاره کرد.